# Heliocausta acmaea
Heliocausta acmaea är en fjärilsart som beskrevs av Edward Meyrick 1887. Heliocausta acmaea ingår i släktet Heliocausta och familjen praktmalar, Oecophoridae. Inga underarter finns listade i Catalogue of Life.